# Sitio de Turín (1706)
El Asedio de Turín de 1706 tuvo lugar con el cerco a la ciudadela fortificada piamontesa por parte del ejército franco-español (asedio que duró 117 días) durante el curso de los acontecimientos bélicos de la guerra de sucesión española, a cuya conclusión se firmó el Tratado de Utrecht (1713) que reconocía a Víctor Amadeo II, duque de Saboya, como el primer rey de su dinastía.
Por sus relevantes circunstancias y la importancia de la ciudad (una de las poquísimas capitales europeas sometidas a asedio), el hecho tuvo una gran resonancia internacional. Esta victoria permitió a las tropas austríacas, tomar Milán el 26 de septiembre.

## La guerra

### Los antecedentes
En 1700 moría sin descendencia el rey Carlos II de España (último representante de la Casa de Austria). Desde hacía ya unos años, las condiciones de salud del soberano, que nunca habían sido buenas, empeoraban peligrosamente. Las monarquías europeas, conocedoras de la situación, comenzaron un complejo trabajo diplomático de cara a la sucesión.
Se movilizaron particularmente Luis XIV de Francia y el emperador Leopoldo I: el primero porque se había casado con la infanta española María Teresa de Austria, hija de Felipe IV y hermanastra de Carlos II; y el segundo porque se había casado con la también hija de Felipe IV, la infanta Margarita Teresa de Austria.
En realidad, lo que estaba en juego era el control de la Monarquía Española con sus dominios en Europa y las Indias. Además los Habsburgo de Austria reclamaban derechos como parientes directos de la hasta entonces casa reinante en España.
Carlos II, indeciso, pidió consejo al Pontífice, el cual temiendo que si la Corona española recaía en manos de los Habsburgo austríacos se podría repetir aquella concentración de poder que se dio con el emperador Carlos V, aconsejó al soberano que lo mejor sería la sucesión borbónica. Además Carlos II estaba sometido a la presión del partido filipista de la Corte de Madrid, encabezado por el primado de España, el cardenal Luis Manuel Fernández Portocarrero, que en esos momentos era el encargado de dirigir la política española. Todo esto hizo que finalmente se decidiese por designar como sucesor a Felipe de Anjou, segundogénito del Delfín de Francia, nieto de Luis XIV y bisnieto por línea materna de Felipe IV, como así rezaba su testamento:

...declaro sea mi sucesor, en caso de que Dios me lleve sin dejar hijos, al Duque de Anjou, hijo segundo del Delfín, y como tal le llamo a la sucesión de todos mis Reinos y dominios, sin excepción de ninguna parte de ellos...

La apertura del testamento desató el conflicto, ya que la nueva alianza España-Francia estaba destinada a romper el equilibrio europeo. El conflicto que estalló, conocido como guerra de sucesión española, tuvo una duración de 10 años y concluyó con los tratados de Utrecht (1713) y Rastatt (1714).
El conflicto enfrentó por una parte a Inglaterra, el Imperio, Portugal, Dinamarca y la República de Holanda y de otra a Francia y España, la cual había aceptado a Felipe de Anjou como nuevo rey con el nombre de Felipe V.
El ducado de Saboya se encontraba entre Francia y el Ducado de Milán, territorio español, y constituía, por tanto, un corredor militar natural que conectaba a ambos aliados, por lo cual Luis XIV casi obligó al duque Víctor Amadeo II a una alianza con los franco-españoles.

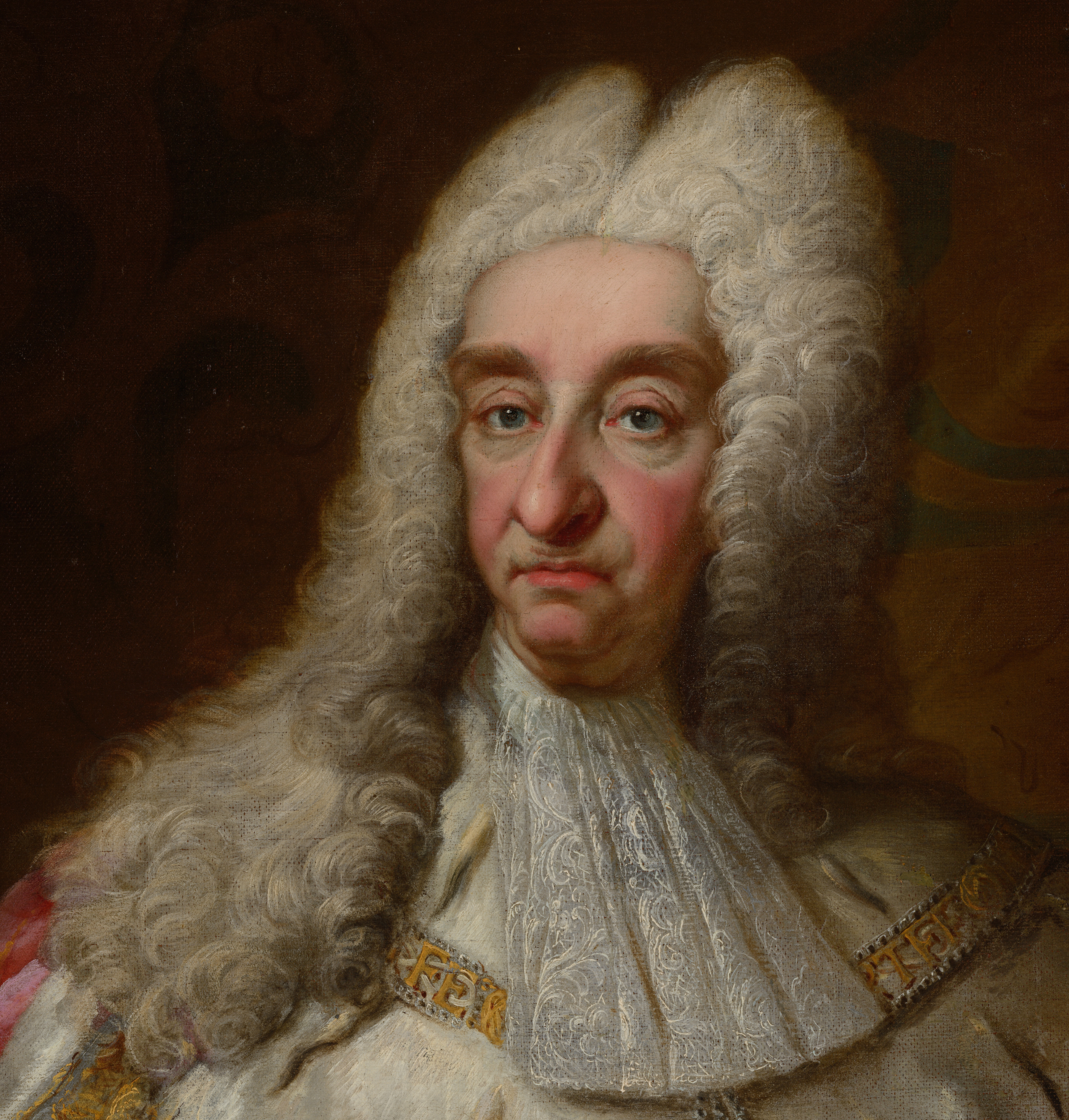
El duque de Saboya Víctor Amadeo II.

Víctor Amadeo II, aconsejado por su primo el Príncipe Eugenio de Saboya-Carignano, conde de Soisson y general de las tropas imperiales, tuvo la intuición de que esta vez la batalla principal entre Francia y el Imperio tendría lugar en Italia y no en Flandes o Lorena. Sobre la base de este convencimiento, decidió aliarse con los Habsburgo, que eran los únicos que, en caso de victoria, podían garantizar la independencia del Estado saboyano.
De hecho, una alianza con Francia, en caso de victoria de esta última, no habría hecho más que acentuar el estado de sumisión de los Saboya a los galos, que ya duraba cerca de un siglo, mientras que el emperador le prometía el Montferrato, parte de la Lomellina y de la Valsesia, el Vigevanasco y parte de la provincia de Novara.
Fue una elección hábil e inteligente, pero al mismo tiempo arriesgada, porque en caso de derrota del ejército saboyano, habría sido completamente desposeído de sus dominios.
La elección efectuada por Víctor Amadeo II en el otoño de 1703 (Tratado de Turín) indujo a Luis XIV a iniciar las operaciones, primero contra Saboya y después el Piamonte.

### La ciudadela
Situadas entre dos fuegos (al oeste Francia y al este el ejército español, que controlaba la Lombardía), las tierras saboyanas fueron rodeadas y atacadas por tres ejércitos. Perdidas Susa, Vercelli e Ivrea en 1704, Chivasso el 29 de julio de 1705 y Niza el 4 de enero de 1706. Solo resistía la ciudadela de Turín, fortificación mandada erigir por el duque Manuel Filiberto de Saboya 140 años antes.
Importante fue el rol jugado por las llamadas gallerie di mina, túneles excavados en el subsuelo circundante a la ciudadela, en los cuales se movía un cuerpo especial de soldados: eran en total 51 más 350 excavadores que patrullaban este intrincado laberinto de galerías haciendo explotar barriles de explosivos bajo las filas de los soldados franceses. La profundidad de las galerías, dispuesta sobre dos niveles, alcanzaba casi los 14 m.
El sistema de galerías de minas y contraminas, utilizado desde antiguo, tomó un nuevo impulso y sistematización después de la caída de Famagosta (Chipre) en 1571, en la cual los otomanos las usaron bajo los muros enemigos.
Ya en 1572 Manuel Filiberto ordenó la construcción de un sistema de contraminas para defender el bastión de San Lazzaro. Para los aprovisionamientos hídricos, la ciudadela fue dotada del llamado Cisternone, un enorme pozo (cuya forma recordaba al de San Patrizio de Orvieto), gracias al cual la plaza fuerte gozaba de una fuente de agua casi perenne. Estas medidas bélicas, que se fueron engrandeciendo con los años, hicieron de Turín una de las ciudades mejor defendidas de Europa.
En agosto de 1705 los ejércitos franco-españoles estaban preparados para atacar Turín y situados en las cercanías de la ciudadela, pero el comandante, Louis d'Aubusson de la Feuillade, pensaba que los hombres a su disposición eran todavía insuficientes y prefirió esperar refuerzos. Esta decisión se reveló un error porque dará tiempo a la ciudad para fortificarse hasta la colina y reagruparse en torno a la ciudadela en previsión de un largo asedio.

### El asedio
El asedio se inició el 14 de mayo cuando las tropas franco-españolas (compuestas por más de 40.000 hombres) se colocaron estratégicamente de frente a la fortaleza. Según la leyenda, ese día un eclipse de Sol oscureció el campo de batalla a las 10:15, permitiendo ver la constelación de Tauro. El sol era el símbolo de Luis XIV y este hecho animó sobremanera a las tropas defensoras, que se imaginaron una fácil victoria.
El mariscal de Francia, el marqués Sébastien Le Prestre de Vauban, experto en técnicas de asedio, habría preferido un ataque lateral a la fortaleza considerando la red de galerías de contraminas como un obstáculo infranqueable, pero La Feuillade no hizo caso y ordenó a 48 ingenieros militares excavar numerosas líneas de trincheras. Aquello que para Vauban era un peligroso cavillo delle mine se reveló de hecho como fatal.
Por su parte los asediados, apoyados por la población (que participó directamente en la batalla), infligieron numerosas bajas al ejército enemigo. La batalla continuó durante todo el verano de 1706.
El 8 de junio el duque de La Feuillade envió un mensajero a Víctor Amadeo con una oferta en la que daba al duque la posibilidad de huir libremente de Turín para escapar de los bombardeos. Luis XIV había dado órdenes de no poner en peligro la vida del soberano enemigo, pero este rehusó incluso comunicar la ubicación de sus apartamentos a fin de que no fuesen bombardeados: «Il mio alloggio è là dove la battaglia è più furiosa» («Mi alojamiento es allá donde la batalla es más furiosa»), habría sido su respuesta.
De todas formas, el duque no tenía intención de permanecer en la ciudad por mucho tiempo: el 17 de junio Víctor Amadeo II dejó Turín para encontrarse con el príncipe Eugenio de Saboya, su primo, que estaba yendo en su ayuda al mando de las tropas imperiales. La ciudad fue dejada bajo la dirección del general austríaco Wirich Philipp von Daun.
El principal objetivo de los franceses fue dar con una entrada a la fortaleza que les permitiese penetrar en masa. La operación no se reveló nada fácil: entre el 13 y el 14 de agosto fue descubierta una entrada, a la cual los asediadores pudieron acceder después de numerosas bajas. Cuando todo parecía ya perdido, los asediados la hicieron explotar sepultando a sus enemigos.
Diez días después, los franceses se lanzaron a un ataque sangriento a la Mezzaluna di Soccorso con 38 compañías de granaderos. Los piamonteses se defendieron utilizando también material inflamable. Al final, la victoria fue de los turineses, que obligaron a los enemigos a retirarse, pero sobre el campo de batalla quedaron más de 400 víctimas solo de parte saboyana. Temiendo el brote de una epidemia, el conde Daun hizo preparar una fosa donde hizo quemar los cadáveres.
En este punto sucede el célebre episodio de Pietro Micca, que sacrificó su propia vida para frenar el enésimo ataque francés a las galerías subterráneas. La situación parecía perdida para los piamonteses, tanto que el duque de Orleans, capitán del ejército de Luis XIV, había llegado a Turín para darles el golpe de gracia. 

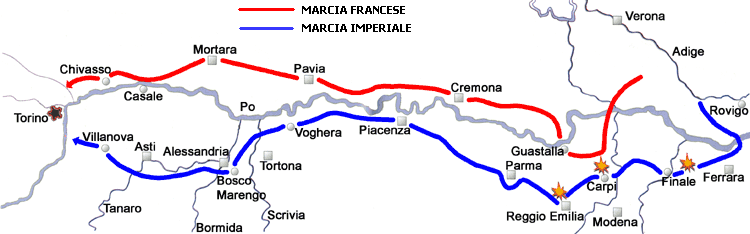
Marcha del príncipe Eugenio de Saboya para defender los estados del duque Víctor Amadeo II.

### La batalla
Sua maestà il duca di Savoia ha messo a repentaglio la sua persona non solo per la sua gloria immortale, ma anche per il maggior bene delle causa comune e per il sollievo e la pace dei suoi sudditi e paese, si è esposto intrepidamente al maggior fuoco e vi ha preso parte dall'inizio alla fine, ed ha condotto personalmente i soldati e respinto il Nemico al di là del Po.
Relación de la batalla llevada por el conde Hamilton a la corte de Viena.

El 2 de septiembre los dos Saboya subieron a la colina de Superga, desde donde se dominaba toda la ciudad, para estudiar la táctica de contraofensiva, decidiendo rodear al enemigo mediante el empleo del grueso de su ejército y una parte de la caballería hacia la zona noroeste de la ciudad, la más vulnerable, a pesar de que esto constituía también un riesgo por la cercanía de las líneas francesas.
Éstos, por su parte, no podían hacer otra cosa que tratar febrilmente de encerrarse en sus propias trincheras; la llegada de un contingente de socorro de tales dimensiones les había cogido claramente desprevenidos. Eugenio de Saboya se expresó de la siguiente forma:

Ces gents là sont dejà a demi battues.
Estas gentes están ya medio derrotadas.

El 5 de septiembre fue interceptado en Pianezza por la caballería imperial un convoy con dirección al campo francés. Se trataba de un importantísimo éxito estratégico por parte del príncipe Eugenio de Saboya; a consecuencia de ello los franceses tuvieron que racionar sus municiones.
El 6 de septiembre la estrategia de rodear a las tropas francesas llevó a las tropas saboyanas a posicionarse entre los ríos Dora Riparia y Stura di Lanzo. El enfrentamiento final se inició el 7 de septiembre cuando las tropas austro-piamontesas se dispusieron a lo largo de todo el frente y rechazaron cualquier tentativa de contraofensiva franco-española.
El plan del príncipe Eugenio preveía la ruptura del ala derecha francesa a través de la disciplinada infantería prusiana del príncipe Leopoldo de Anhalt Dessau. El ataque sobre este lado fue particularmente sangriento, y sólo al cuarto intento los prusianos consiguieron romper la resistencia francesa. En particular el regimiento de La Marine, que defendía el extremo derecho francés, se encontró sin más municiones en medio del ataque decisivo y, sin refuerzos ni provisiones, se dio a la fuga.

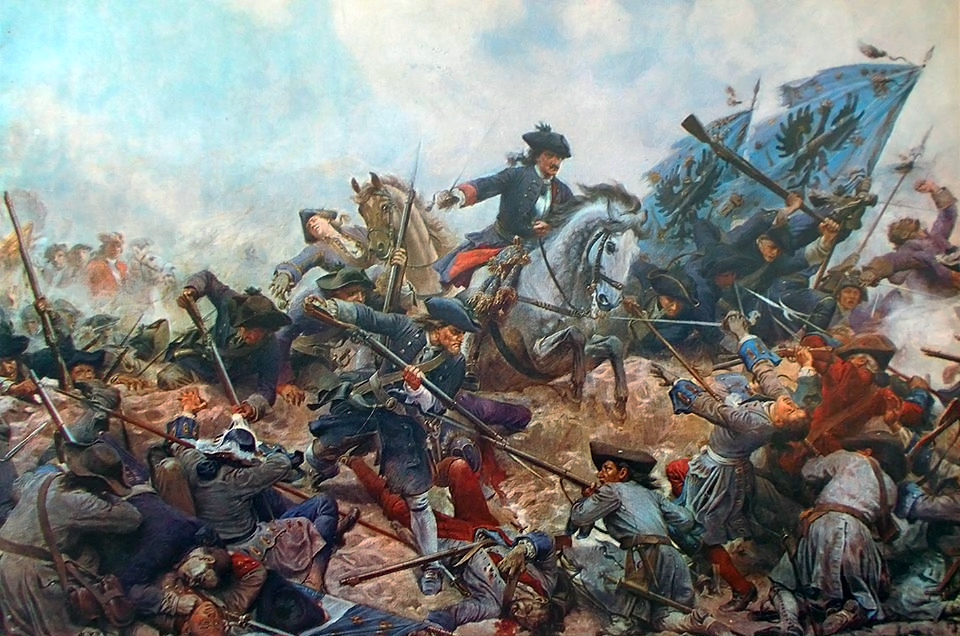
La carga del príncipe de Anhalt, por E. Knackfuss en el Zeughaus de Berlín.

En este punto, después de a ver rechazado el contraataque de la caballería de d'Orleans, la victoria era una cuestión de tiempo. La caballería imperial fue reorganizada por el príncipe Eugenio para aniquilar definitivamente a la adversaria, ataque en el cual participó Víctor Amadeo II. Numéricamente inferiores, los franceses fueron obligados a ponerse en fuga hacia los puentes del Po, abandonando a su propio destino al ala izquierda.
Las fuerzas imperiales del centro y del ala derecha tenía la misión de tener ocupadas a las tropas francesas contrapuestas. Un intento de ataque consiguió la ruptura temporal del frente de d'Orleans, el cual se vio obligado a intervenir con parte de la caballería para cerrar la brecha. Lucento, potentemente fortificada y defendida por dos de los mejores regimientos franceses, Piemont y Normandie, no fue nunca ocupada por un asalto, pero fue abandonada por los defensores después de haber cubierto la retirada de las divisiones que cubrían el centro y la izquierda francesa.

### Epílogo
A questo stato era ridotto nell'orribil punto l'oste testé pure tanto fiorita del re Luigi; nelle lacere trincee a mucchi i cadaveri dei difensori, le armi sparse e rotte, il suolo sanguinoso ed orrido per molto sangue e tronche membra, le campagne piene di uomini che fuggivano e di uomini che gli perseguitavano. Nel medesimo tempo le liete ed alte voci sì dei vincitori che Torino liberato avevano, e sì dei torinesi che, dopo quattro mesi di crudele assedio, a libertà fra tanti pericoli e spaventi risorgevano, ferivano l'aria e miste ai gemiti dei moribondi ed agli scoppi che qua e là sparsamente ancora s'odivano, componevano una scena di cui niuna si può immaginare né più stupenda né più tremenda.
Carlo Botta

Los franceses habían perdido cerca de 6.000 hombres, frente a los 3.000 austro-piamonteses. En los días siguientes, casi 7.700 franceses cayeron todavía en los enfrentamientos con los saboyanos o a causa de las heridas. Huyendo hacía la fortaleza de Pinerolo y tras su toma por las tropas saboyanas, hacía los fuertes de Exilles y Fenestrelle.
Víctor Amadeo II y el príncipe Eugenio de Saboya entraron en la ciudad ya liberada por la Porta Palazzo, dirigiéndose hacia la catedral para asistir a un Te Deum de gracias. Sobre la colina de la Superga, como recuerdo de la batalla, los Saboya hicieron construir una basílica real, en la cual cada 7 de septiembre se celebra un Te Deum.

### Después de la batalla

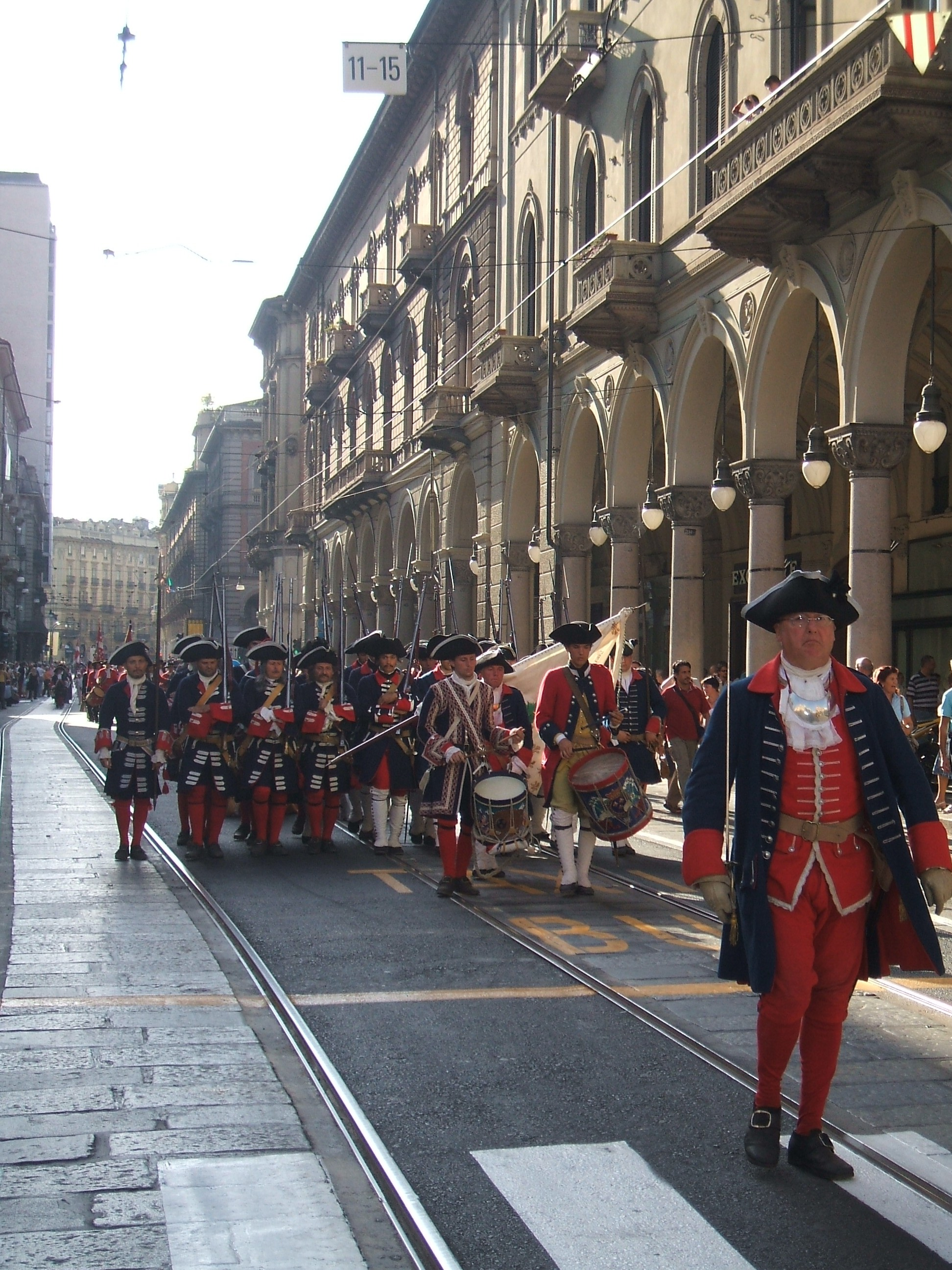
Figurantes del regimiento Gardes Françaises desfilan por la Via Pietro Micca de Turín con ocasión del tercer centenario de la ciudad.

En recuerdo de la batalla, que tan profundamente marcó la futura historia piamontesa, se efectuaron grabaciones en los pilares de la ciudad con la fecha 1706 y la efigie de la Madonna della Consolata (después de que el santuario de della Consolata no fuera dañado, casi milagrosamente, por las bombas).
Para recordar siempre la batalla, un futuro barrio turinés fue bautizado con el nombre de Borgo Vittoria. Además, en el centro de la ciudad existen numerosas calles que recuerdan, con sus nombres, a personajes destacados de la batalla: desde Via Pietro Micca hasta Via Vittorio Amedeo II.
También se organizaron grandes manifestaciones para celebrar el bicentenario y el tricentenario de la batalla: en 1906, en una Turín ya convertida en el centro industrial de Italia, el encargado de organizar los festejos fue Tommaso Villa, bajo el patrocinio del alcalde de la ciudad, Secondo Frola. Para la ocasión se celebraron congresos de carácter histórico, se publicaron libros, se inauguraron monumentos, etc. La gran repercusión de estos hechos llevó a declarar (25 de agosto) la casa de Pietro Micca en Sagliano como Patrimonio nacional.
En ocasión del tercer centenario, en 2006, se realizó una gran reconstrucción histórica con figurantes provenientes de asociaciones históricas de media Europa, y además se organizó una exposición en la torre del homenaje de la ciudadela.

### Consecuencias
El fracaso del asedio, supuso un duro golpe para los borbónicos en Italia. Perdieron inmediatamente Ivrea, Novara el 20 de septiembre, Milán el 26 (castillo Sforcesco resistió hasta el 13 de marzo de 1707, junto con Valenza), Pavia el 4 de octubre y Alessandria el 21.